# Diócesis de Tura
La diócesis de Tura (en latín: Dioecesis Turana y en inglés: Roman Catholic Diocese of Tura) es una circunscripción eclesiástica de la Iglesia católica en India. Se trata de una diócesis latina, sufragánea de la arquidiócesis de Shillong. Desde el 21 de abril de 2007 su obispo es Andrew Marak.

## Territorio y organización
La diócesis tiene 8167 km² y extiende su jurisdicción sobre los fieles católicos de rito latino residentes en el estado de Meghalaya en los distritos de: Montes Garo Occidentales, Montes Garo Orientales, Montes Garo Meridionales, Montes Garo Sudoccidentales y Montes Garo Septentrionales.
La sede de la diócesis se encuentra en la ciudad de Tura, en donde se halla la Catedral de María Auxiliadora. 
En 2020 en la diócesis existían 45 parroquias.

## Historia
La diócesis se erigió el 1 de marzo de 1973 con la bula Romani Pontifices del papa Pablo VI, obteniendo el territorio de la arquidiócesis de Shillong-Gauhati (hoy dividida en la arquidiócesis de Shillong y la arquidiócesis de Guwahati).
El 30 de marzo de 1992 cedió una parte de su territorio para la erección de la diócesis de Guwahati mediante la bula Opitulante quidem del papa Juan Pablo II, tras la división de la arquidiócesis de Shillong-Gauhati, de la que también se originó la arquidiócesis de Shillong. Originalmente era sufragánea de la arquidiócesis de Shillong.

## Estadísticas
Según el Anuario Pontificio 2021 la diócesis tenía a fines de 2020 un total de 317 645 fieles bautizados.
| Año                                                                             | Población            | Población | Población      | Sacerdotes | Sacerdotes    | Sacerdotes    | Bautizados por sacerdote | Diáconos permanentes | Religiosos | Religiosos | Parroquias |
| Año                                                                             | Bautizados católicos | Total     | % de católicos | Total      | Clero secular | Clero regular | Bautizados por sacerdote | Diáconos permanentes | Varones    | Mujeres    | Parroquias |
| ------------------------------------------------------------------------------- | -------------------- | --------- | -------------- | ---------- | ------------- | ------------- | ------------------------ | -------------------- | ---------- | ---------- | ---------- |
| 1980                                                                            | 61 502               | 1 800 000 | 3.4            | 29         | 9             | 20            | 2120                     |                      | 27         | 56         | 14         |
| 1990                                                                            | 124 531              | 1 255 311 | 9.9            | 50         | 24            | 26            | 2490                     |                      | 33         | 115        | 23         |
| 1999                                                                            | 175 653              | 695 000   | 25.3           | 64         | 35            | 29            | 2744                     |                      | 43         | 146        | 28         |
| 2000                                                                            | 179 887              | 700 000   | 25.7           | 68         | 37            | 31            | 2645                     |                      | 46         | 148        | 28         |
| 2001                                                                            | 187 811              | 705 000   | 26.6           | 68         | 38            | 30            | 2761                     |                      | 74         | 150        | 29         |
| 2002                                                                            | 191 632              | 720 000   | 26.6           | 69         | 40            | 29            | 2777                     |                      | 78         | 148        | 29         |
| 2003                                                                            | 195 692              | 730 000   | 26.8           | 70         | 40            | 30            | 2795                     |                      | 48         | 198        | 32         |
| 2004                                                                            | 201 707              | 762 473   | 26.5           | 71         | 41            | 30            | 2840                     |                      | 85         | 204        | 32         |
| 2010                                                                            | 239 511              | 807 000   | 29.7           | 81         | 42            | 39            | 2956                     |                      | 100        | 231        | 38         |
| 2014                                                                            | 275 461              | 1 273 909 | 21.6           | 89         | 47            | 42            | 3095                     |                      | 140        | 249        | 41         |
| 2017                                                                            | 289 127              | 1 144 167 | 25.3           | 93         | 50            | 43            | 3108                     |                      | 89         | 279        | 43         |
| 2020                                                                            | 317 645              | 1 184 800 | 26.8           | 92         | 52            | 40            | 3452                     |                      | 47         | 319        | 45         |
| Fuente: Catholic-Hierarchy, que a su vez toma los datos del Anuario Pontificio. |                      |           |                |            |               |               |                          |                      |            |            |            |

## Episcopologio
- Oreste Marengo, S.D.B. † (1 de marzo de 1973-12 de enero de 1979 cesado) (administrador apostólico)

- George Mamalassery (12 de enero de 1979-21 de abril de 2007 retirado)
- Andrew Marak, por sucesión el 21 de abril de 2007